# Nina Bang
Nina Henriette Wendeline Bang, född Ellinger, född 6 oktober 1866 i Köpenhamn, död 25 mars 1928, var en dansk historiker och politiker. Hon var undervisningsminister 1924–1926. Hon var gift med Gustav Bang.
Som övertygad socialdemokrat lade Nina Bang ned ett betydande arbete i det socialdemokratiska partiets tjänst, både som medarbetare i Social-Demokraten och som medlem i partistyrelsen. 
Bang tillhörde landstinget från 1918 och var 1924–1926 undervisningsminister i Thorvald Staunings ministär. Nina Bang var den första kvinna som innehade statsrådsämbete i Norden. Efter hennes avgång 1926 dröjde det till 1947 innan Danmark fick sin andra kvinnliga minister, Fanny Jensen.